# Michael Rimmer
Pour les articles homonymes, voir Rimmer.
Michael John Rimmer (né le 3 février 1986 à Southport) est un athlète britannique spécialiste du 800 mètres.

## Carrière
Grand espoir du demi-fond britannique, il s'adjuge le titre national du 800 m des moins de 15 ans, des moins de 17 ans et des moins de 20 ans. En 2006, Michael Rimmer décroche son premier titre de champion de Royaume-Uni sénior et devient le premier coureur de 800 m britannique à remporter tous les titres nationaux dans les catégories jeunes et séniors. Il se classe huitième des Championnats d'Europe de Göteborg. Deuxième de la Coupe d'Europe 2007, Rimmer est éliminé au stade des demi-finales lors des Championnats du monde 2007, des Jeux olympiques de 2008 et des Championnats du monde 2009.
En 2010, Michael Rimmer se classe deuxième des Championnats d'Europe par équipes de Bergen derrière le Russe Yuriy Borzakovskiy, puis améliore son record personnel lors du meeting de Lausanne avec le temps de 1 min 44 s 49. Il termine deuxième des Championnats d'Europe de Barcelone derrière le Polonais Marcin Lewandowski, ce qui lui permet de représenter l'Europe lors de la Coupe continentale d'athlétisme 2010.

## Vie privée
Il est en couple avec la coureuse de fond Eilish McColgan.

## Palmarès
| Date | Compétition                       | Lieu      | Place | Épreuve |
| ---- | --------------------------------- | --------- | ----- | ------- |
| 2006 | Championnats d'Europe             | Göteborg  | 8e    | 800 m   |
| 2010 | Championnats d'Europe par équipes | Bergen    | 2e    | 800 m   |
| 2010 | Championnats d'Europe             | Barcelone | 2e    | 800 m   |
| 2010 | Coupe continentale                | Split     | 6e    | 800 m   |

### Records
| Épreuve | Épreuve   | Performance   | Lieu       | Date            |
| ------- | --------- | ------------- | ---------- | --------------- |
| 800 m   | Plein air | 1 min 43 s 89 | Rieti      | 29 août 2010    |
| 800 m   | Salle     | 1 min 46 s 55 | Birmingham | 16 février 2013 |